# Broken Strings
Broken Strings este o piesă interpretată de cântărețul englez James Morrison în colaborare cu artista de origine canadiană Nelly Furtado. A fost lansat ca al treilea single de pe albumul Songs for You, Truths for Me și a primit recenzii mixte din partea criticilor de specialitate. Muzica și versurile au fost compuse de James Morrison, Fraser Thorneycroft-Smith și Nina Woodford, cântecul fiind produs de Mark Taylor.

## Compunerea și înregistrarea
Morrison a refăcut piesa de trei ori, declarând că „varianta finală a ieșit mai acustică”, cele anterioare având o sonoritate mai rock. În timp ce scria „Broken Strings” împreună cu compozitoarea Nina Woodford, artistul a avut o problemă cu gâtul, iar aceasta a început să cânte împreună cu el. Cei doi s-au gândit că „ar suna uimitor ca duet cu o voce feminină”, James Morrison alegând-o pe Nelly Furtado ca parteneră. Cântăreții au înregistrat discul single în Canada, pe parcursul unei singure zi. Despre această colaborare, interpreta a declarat: „Eu și James ne-am distrat de minune în Toronto, în noaptea în care am înregistrat această piesă. Râde mult, fumează mult și are o voce a naibii de bună. În plus, la mixaj, vocea sa a ieșit mult mai puternică decât a mea. Data viitoare când ne vedem, poate îmi dă niște lecții de canto sau măcar mă învață câteva trucuri”.
„Broken Strings” este un cântec în genul pop-rock alternativ scris în tonalitatea si minor și în măsura de patru pătrimi. Pentru crearea instrumantalului s-au folosit pianul și chitara. James Morrison declară că în piesă este vorba despre o despărțire, deși inițial aceasta trebuia să aibă un mesaj general: „...nu poți să repari ceva ce este deteriorat. Poate fi vorba de o relație sau poate fi vorba de lume. Suntem cu toții puțin afectați de ceea ce s-a întâmplat și nu putem pătrunde în mijlocul problemei, oricât de mult ne-am dori.”

## Recenzii
„Broken Strings” a primit recenzii mixte din partea criticilor de specialitate. UK Mix afirmă despre cântec că „este imposibil să nu-ți placă și iți încălzește inima instantaneu datorită interpretării impecabile”. Yahoo! Music îl compară pe James Morrison cu Brian Adams, iar pe Nelly Furtado o asociază cu Mel C. Este unul din cântecele apreciate de Rowan Collinson de la BBC în recenzia pentru Songs for You, Truths for Me, alături de „You Make It Real” și „Dream On Hayley”. Cheryl Leong de la MTV Asia scrie că „vocea nazală a lui Furtado devine de la un anumit punct o cacofonie în comparație cu restul compoziției”. Enertainment.ie afirmă că interpretarea canadienei este inconsecventă, în timp ce Digital Spy consideră că armonia vocală a celor doi construiește „apogeul emoțional” al piesei. The Independent scrie că Furtado trebuie „să simuleze emoția [din interpretare], probabil pentru a-l face pe Morrison suportabil”. Matthew Handley de la The Music Magazine apreciează interpretarea canadienei, considerând că doar aceasta mai salvează „acest duet cumplit”.

## Videoclip
Videoclipul a fost filmat în Toronto, fiind regizat de Micah Meisner. Secvențele de la început îl prezintă pe Morrison cântând într-o cameră dintr-un apartament, în timp ce Furtado îl ascultă prin telefon din altă încăpere. Cei doi se privesc printr-o fereastră, iar pe parcursul primului refren interpretat împreună, lucrurile din camera în care  este situat Morrison încep să explodeze. La finalul videoclipului, obiectele revin la normal, ultimul cadru prezentându-l pe Morrison aflat pe pat și pe Furtado inchizând telefonul și dispărând.

## Prezența în clasamente
„Broken Strings” a fost lansat în Regatul Unit pe data de 8 decembrie 2008 și a devenit cel mai de succes single al lui Morrison în UK Singles Chart, clasându-se pe locul 2 în acest top. Discul single a intrat în top 10 și în Olanda, Portugalia, Irlanda și Italia. În clasamentul european, piesa a ajuns pe locul 7 după șase săptămâni de activitate.

## Personal
- Voci: James Morrison, Nelly Furtado
- Mixaj: Tom Elmhurst
- Producător: Mark Taylor

## Listă de cântece
- CD single pentru Europa[19]

1. „Broken Strings” (împreună cu Nelly Furtado)
2. „Say It All Over Again”

- Maxi single pentru distribuire internațională[20]

1. „Broken Strings”
2. „Say It All Over Again”
3. „Broken Strings” (live la Studiourile Air)
4. „You Make It Real” (live la Studiourile Air)

- CD single promoțional[21]

1. „Broken Strings” (Remix) (împreună cu Nelly Furtado)
2. „Broken Strings” (împreună cu Nelly Furtado)

## Clasamente
| Clasament (2008)                       | Poziția maximă |
| -------------------------------------- | -------------- |
| Austria Singles Chart                  | 2              |
| Australian ARIA Singles Chart          | 80             |
| Belgian Singles Chart (Flanders)       | 12             |
| Belgian Singles Chart (Wallonia)       | 1              |
| Canadian Hot 100                       | 41             |
| Chilean Singles Chart                  | 42             |
| Danish Singles Chart                   | 4              |
| Dutch Singles Chart                    | 5              |
| Eurochart Hot 100 Singles              | 1              |
| Euro 200                               | 8              |
| French Singles Chart                   | 5              |
| German Singles Chart                   | 1              |
| Greek Singles Chart                    | 10             |
| Irish Singles Chart                    | 2              |
| Israeli Singles Chart                  | 1              |
| Italian FIMI Singles Chart             | 4              |
| Japan Hot 100                          | 19             |
| Latvian Singles Chart                  | 16             |
| New Zealand Singles Chart              | 10             |
| Norwegian Singles Chart                | 16             |
| Portugal Singles Chart                 | 3              |
| Romanian Top 100                       | 12             |
| Spanish Los 40 Principales             | 8              |
| Swedish Singles Chart                  | 4              |
| Swiss Singles Chart                    | 1              |
| Philippines Singles Chart              | 17             |
| Turkish Singles Chart                  | 18             |
| UK Singles Chart                       | 2              |
| U.S. Billboard Hot Adult Top 40 Tracks | 34             |